# Diplazium caudatum
Diplazium caudatum, endémica das ilhas da Macaronésia, é uma espécie botânica pertencente à família Woodsiaceae (es). Estava anteriormente incluído na família Athyriaceae (en).